# Tendre et Violente Élisabeth (film)
Pour les articles homonymes, voir Tendre et Violente Élisabeth.
Pour plus de détails, voir Fiche technique et Distribution.
Tendre et Violente Élisabeth est un film français réalisé par Henri Decoin, tourné en 1960 et sorti le 17 février 1961.

## Synopsis
À L'Alpe d'Huez, Élisabeth s'éprend de Christian qui refuse de l'épouser, prétextant que le mariage est un crime contre l'amour. Lorsqu'elle le trouve en compagnie d'une autre femme, Élisabeth rompt avec le jeune homme. Plus tard, elle le retrouve et tombe enceinte.

## Fiche technique
- Titre : Tendre et Violente Élisabeth
- Réalisation : Henri Decoin
- Scénario : Mireille de Tissot et Henri Decoin d'après un roman de Henri Troyat
- Photographie : Pierre Petit
- Décors : Robert Clavel
- Production : Roger de Broin, Alain Poiré
- Pays d'origine :  France
- Genre : comédie dramatique
- Date de sortie : 17 février 1961

## Distribution
- Christian Marquand : Claude Walter
- Lucile Saint-Simon : Élisabeth
- Jean Houbé : Patrice
- Marie Déa : Amélie
- Clément Thierry : Jacques
- Pierre Louis : le père d'Elisabeth
- Paulette Dubost : Mme Lauriston
- Henri Bry : le cuisinier russe
- Solange Sicard : la grand-mère
- Paul Azaïs : le patron de la guinguette
- Pierre Stephen : le médecin